# 高谷覚蔵
高谷 覚蔵（たかや かくぞう、1899年1月1日‐1971年3月20日）は、社会運動家、政治評論家。日本きってのソ連通として知られた。パルタイナーメ（共産党員名）は寺田。

## 経歴
滋賀県大津市生まれ。大阪高等工業学校の醸造科を卒業後、家業の酒屋を継がず、1922年アメリカへ渡り、アメリカ共産党に入党。1923年10月、片山潜の手引きでソ連に入り、東方勤労者共産大学を卒業後、1929年にソ連共産党員に転籍、コミンテルン極東部員、KGBの極東主要メンバーとして活動。その後、極東でオムスを取り仕切っていたゲンリフ・リュシコフの片腕となる。1935年2月帰国。同年5月検挙され転向し、その後陸軍参謀本部第5課（対ソ情報）嘱託として勤務した。戦後はソ連評論家として活動すると共に、核兵器禁止平和建設国民会議の副議長を務めた。

## 著書
- 『ソヴェート連邦の実情』 1936年 熊谷大信との共著
- 『裸にしたソ聯邦』
- 『コミンテルンは挑戦する』
- 『ロシヤ共産党の実情と其の極東政策』
- 『ソ聯邦食料品工業の近況』
- 『ロシヤ事情』 日本文化協会思想部 1937年

他多数